# (316202) Johnfowler
(316202) Johnfowler est un astéroïde de la ceinture principale.

## Description
(316202) Johnfowler est un astéroïde de la ceinture principale. Il fut découvert le 16 juin 2010 aux États-Unis par le programme WISE. Il présente une orbite caractérisée par un demi-grand axe de 2,77 UA, une excentricité de 0,08 et une inclinaison de 3,8° par rapport à l'écliptique.

## Compléments